# ZEM (밴드)

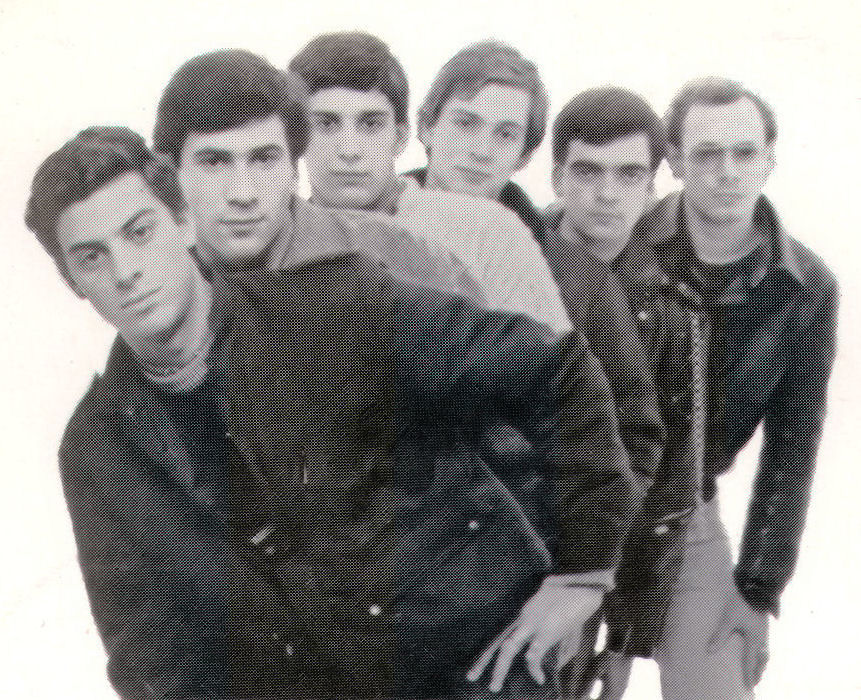
1987년의 ZEM 구성원(왼쪽에서 오른쪽): João Sanguinheira, Paulo Santos, Antonio José, To Gonçalves, Victor Bagoim, Francis Riba

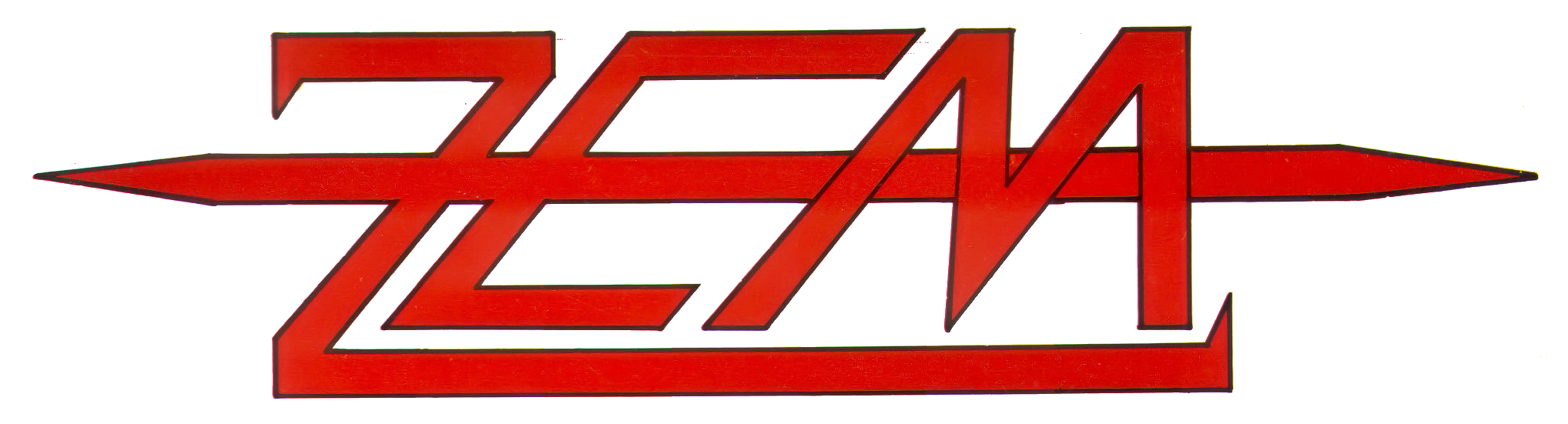
로고

ZEM은 포르투갈 로르스의 팝 록 그룹이다. 1982년 결성되었으며 포르투갈의 사이키델릭 록의 선구자들로 알려져 있다.

## 역사
1982년, Francis Riba, Joao Sanguinheira, Victor Bagoim은 Os Senhores라는 이름의 음악 그룹을 결성하였다. 며칠 뒤 Sanguinheira의 친구이자 드럼 연주자 António José가, 이 단체에 합류하게 된다. 두 명의 기타리스트 Paulo Santos와 To Gonçalves가 이 밴드에 참가하면서 음악은 더 세련된 소리를 갖추기 시작했다.
1984년, 이 밴드의 이름은 ZEM으로 변경되었다. 1987년 3월, 이 밴드는 첫 싱글 Louca Paixão(미친 열정)을 녹음하였으며 리스본의 라디오 방송국 Radio Cidade의 레코드 차트에 음악을 낸 최초의 포르투갈 그룹이 되었다.

## 구성원
- Francis Riba - (베이스 기타, 보컬)
- João Sanguinheira - (리드 기타, 보컬)
- Victor Bagoim - (키보드리스트, 보컬)
- Antonio José - (드럼)
- Tó Gonçalves - (기타)
- Paulo Santos - (리듬 기타)

## 음반
- 1987년 3월 - "Louca Paixão" (싱글)
- 1987년 11월 – ZEM (스튜디오 앨범)

### 참고 문헌
- (서적) Relação de Grupos dos Anos 80, Discossete, 1992
- (신문) Blitz Nº30, Nº40, Nº43